# Lasei
『Lasei』（ラセイ）は、ELISAの3枚目のオリジナルアルバム。2011年2月16日にRONDO ROBE（ジェネオン・ユニバーサル）から発売された。

## 概要
2曲目と3曲目に収録されている「God only knows」と「集積回路の夢旅人」は、共にテレビアニメ『神のみぞ知るセカイ』のオープニングテーマと第12話のエンディングテーマとして使用されたもので、後者は、本来の歌い手である下野紘 with Oratorio The World God Only KnowsではなくELISAの歌唱ver.が収録されている。7曲目にはELISAが初めて作詞・作曲を手掛けた「真実の証」が収録されている。初回盤にはスペシャルアコースティックライブの模様を収めた特典DVDが同梱されており、4トラック目に未発表曲「光の雨」が収められている。表題となっている"Lasei（裸声）"は、自身のファルセットに由来しており、また同時にELISAとのアナグラムにもなっている。前々作『white pulsation』、前作『Rouge Adolescence』のテーマが色だったのに対し、本作ではありのままの自分がテーマとなっており、ジャケット写真もそうしたものになっている。3曲目の「Light To Unite」では、声優・fripSideのボーカル南條愛乃とELISAの関係が描写されている。8曲目の「True my sight」は、デビュー曲「euphoric field」を思わせる楽曲で、ELISAも「minoriさんによる楽曲なので、歌うときには「euphoric field」のレコーディングを思い出しました」と語っている。

## 収録曲
1. Prologue of Lasei [2:02]
作曲・編曲：川井憲次
2. God only knows [8:07]
作詞:西田恵美、作曲:M.C.E.・前口渉・木村香真良・柳田しゆ・mixakissa・すみだしんや、編曲: 前口渉
3. 集積回路の夢旅人 [1:30]
作詞:若木民喜、作曲:木村香具良・前口渉、編曲:前口渉
4. Light To Unite [5:23]
作詞: 六ツ見純代、作曲・編曲:八木沼悟志
5. 機械仕掛けのシンデレラ [5:03]
作詞・作曲：上松範康（Elements Garden）、編曲：菊田大介（Elements Garden）
6. Special "ONE"<album ver> [4:23]
作詞：春和文、作曲：川崎里実、編曲：大久保薫
7. 真実の証 [4:44]
作詞・作曲：ELISA、編曲：菊田大介
8. True my sight [4:58]
作詞：酒井伸和、作曲・編曲：天門
9. Reminiscence [4:19]
作詞・作曲・編曲：doriko
10. Heaven's Sky [4:38]
作詞：渡邊亜希子、作曲：村下雅俊、編曲：前口渉
11. STONE CIRCLE [4:17]
作詞: Shusui、作曲:真下正樹、編曲:大久保薫
12. 深淵のプロフェシア [5:10]
作詞・作曲:志倉千代丸、編曲:真下正樹
13. Epilogue of Lasei [2:36]
作曲・編曲:川井憲次

### DVD
1. ebullient future（English）
作詞：酒井伸和・西田恵美、作曲・編曲：天門
2. HIKARI
作詞: 西田恵美、作曲:杉森舞
3. ミカエルは眠る〜dans le coeur〜
作詞: Satomi、作曲:Shusui
4. 光の雨
作詞：岩里祐穂、作曲:川崎里実、作曲・編曲：天門